# Skippernes Lavshus
Skippernes Lavshus var en renæssancebygning i Lille Kongensgade 33 i København, som husede Københavns Skipperlav.

## Historie
I 1665 erhvervede lavet en ejendom i Lille Kongensgade 33, hvor det første lavshus oprettedes og lå indtil 1804, da lavet solgte det. Huset var bygget i 1606 og blev nedrevet i 1881-82. Huset havde en stor grund, der med bagsiden vendte ud til Smedens Gang. 
En sandsten med inskription fra denne gamle bygning er opsat i porten til den nuværende ejendom i Holmens Kanal 18. I denne bygning har skipperlavet siden haft til huse. Inskriptionen på den omtalte sten, der blev opsat i det gamle lavshus 1691, fortæller: "I aar et huus er retted op ved muur og tømmers øgning – dog allermeest ved Guds forsjun og Peder Madsøns søgning – Anno 1691 hafver skipp : Peder Madsøn laugs oldermand og Hans Bekmand vies-oldermand paa samptlige laugs-brødemis bekostning ladet indrette dette huus".
I dette hus holdt lavet sine årlige generalforsamlinger med det sædvanlige traktement, der bestod af tevand med rom, fløde og sukker. Søretten blev også holdt i Skippernes Lavshus indtil oprettelsen af Sø- og Handelsretten 1862.
Ved festlige begivenheder, især i forbindelse med kongehusets festdage, var det tradition, at man i hovedstaden illuminerede eller dekorerede bygningerne for at vise sin feststemning. I efteråret 1774, da arveprins Frederik blev formælet med prinsesse Sophie Frederikke, var lavshuset således illumineret. Som et andet eksempel kan nævnes, at da konprins Frederik i september 1790 holdt sit indtog med sin gemalinde i hovedstaden, var lavshuset oplyst udvendig og indvendig om aftenen i disse dage. De fattige fik i samme anledning 50 rigsdaler.

## Nedrivning
Det tidligere lavshus blev revet ned, da grosserer Augustin Gamél ønskede at udvide sin forretning på Østergade (A.C. Gamél). Da huset blev revet ned 1881-82, fandt man i den ældste del af den, dvs. den del, der stødte op til nr. 35, rester af en 4 1/4 alen høj stue, der havde været prydet med en malet frise foroven (Bacchus på tønden) med malede blå tapeter og nederst med et malet træværk (panel), Gulvet havde været belagt med gule og blå stenfliser. Gamél fik dog sørget for, at hele interiøret blev nedtaget og minutiøst genopsat i hans egen gård på Nørre Voldgade 50. Det eneste, som ikke blev bevaret, var stengulvet. Han fik tidens bedste snedkere til at genopsætte det og bestilte et matchende møblement i nyrenæssancestil fra arkitekt Valdemar Koch, som blev udført af C.B. Hansens Etablissement. Det var dog en stakket frist, for det sjældne renæssanceinteriør blev efter etatsråd Gaméls død 1904 nedtaget, hugget til pinde og endte som optændingsbrænde i en snedkers limovn.
Både i Ude og Hjemme for 1881 og i Illustreret Tidende for 1882 (nr. 1167 og 1176) findes afbildninger af gården. Museet for Søfart har nogle anonyme blyantstegninger af den.